# لا فيلوينيا
بلدية لا فيلوينيا (بالإسبانية: La Vilueña) هي بلدية تقع في مقاطعة سرقسطة التابعة لمنطقة أراغون شمال شرق إسبانيا.

## الديموغرافيا
بلغ عدد سكان بلدية لا فيلوينيا 119 نسمة عام 2011 (وفقاً للمعهد الوطني الإسباني للإحصاء).
| 103 | 95 | 111 | 109 | 116 | 110 | 119 |